# Emőd
Emőd [eméd] je město v severovýchodním Maďarsku v župě Borsod-Abaúj-Zemplén, spadající pod okres Miskolc, nacházející se asi 13 km na jih od Miškovce. Město leží pod Bukovými horami (Bükk). V roce 2015 zde žilo 4 785 obyvatel. Podle údajů z roku 2001 zde bylo 98 % maďarské a 2 % romské národnosti.
Nejbližšími městy jsou Mezőcsát, Mezőkeresztes a Nyékládháza. Blízko jsou též obce Bükkaranyos, Hejőpapi, Hejőszalonta, Igrici a Vatta.
V blízkosti města prochází dálnice M30 a navazuje na dálnici M3. Do Emődu se z ní lze dostat výjezdem 6.